# وادي حوران
وادي حوران أكبر وديان العراق يقع في محافظة الأنبار غرب العراق يمتد لمسافة 369 كلم من الحدود العراقية-السعودية إلى نهر الفرات قرب حديثة. وتطلق تسمية وادي حوران على منطقة جغرافية واسعة تشمل وادي حوران نفسه بالإضافة إلى التلال المحيطة به والأودية الفرعية المتشعّبة منه. تحيط بالوادي جروف عالية بحافات حادة يبلغ ارتفاعها ما بين 150 إلى 200 م، على الرغم من أن وادي حوران جاف وقاحل إلّا أنه يحفل ببعض الواحات تُسمّى بالحسينيات تقع في القسم الشرقي منه.
سبب التسمية نسبةٍ لمملكة حوران القديمة زمن العماليق حيث كانت تمتد من حوران الشام إلى بادية الأنبار.
والوادي يوفّر مراعي جيدة للرعاة البدو وماشيتهم وقد أُنشئت على الوادي ثلاث سدود هي سد حوران، سد حسينات، وسد الرطبة لخزن مياه الأمطار والسيول لاستخدامها خلال فصل الصيف.
بالأصل كان وادي حوران نهراً جارياً ورافداً يصب في نهر الفرات إلّا أنه جفَّ بعد نهاية العصر الجليدي الأخير ويمكن مشاهدة آثار جريان المياه على جدران الوادي، والوادي حالياً جاف إلّا أنه يفيض بماء السيول في موسم الأمطار.

## الحياة البرية والنباتية
يوفر وادي حوران ملاذاً للعديد من الحيوانات البرية ومن أمثلة الحيوانات البرية الأرانب البرية، الثعلب الصحراوي، الذئب الرمادي، غزلان الريم، وتوفّر الجروف الشاهقة الشديدة الانحدار ملاذاً آمناً للعديد من الطيور المهاجرة والمستوطنة منها الحبّاري، القطا، ومن الجوارح المهاجرة صقر الغزال والعقاب المصري وهو نوع نادر من الطيور المهددة بالانقراض ويعشش في الوادي خلال فصل الشتاء.
أما الحياة النباتية فتشمل النباتات الصحراوية وشبه الصحراوية مثل الشيح، القتاد، القيصوم، العاقول وأشجار السنط.

## مدينة الرطبة
مدينة تقع غرب محافظة الأنبار على وادي حوران وهي مركز قضاء الرطبة تبعد 311 كم غرب مدينة الرمادي. إسمها يعني الأرض الرطبة وذلك لإن معدل الأمطار السنوي فيها 114.3ملم. يبلغ مجموع السكان حوال 44.000 نسمة يعملون أساساً في الزراعة والصيد والأعمال التجارية والوظائف الحكومية.

## الحالة الأمنية
منذ 2003 ووادي حوران يعتبر من أخطر مناطق العراق أمنياً حيث يعتبر مأوى للجماعات المسلحة بسبب وعورة تضاريسه وعزلته في عمق الصحراء وبعده عن المراكز الحضرية والطرق الممهدة. وحدثت في الوادي العديد من المعارك بين القوات الأمنية والمسلحين وأخطر هذه الاشتباكات المسلحة ما حدث يوم 20 كانون الأول ديسمبر 2013 وأسفر عن مقتل 24 من عناصر الجيش العراقي من بينهم قائد الفرقة السابعة العميد محمد الكروي ومساعده العقيد نومان محمد وعقيد آخر يعمل مديراً لاستخبارات محافظة الأنبار بالإضافة إلى ثمانية ضباط وثلاثة عشر جندياً آخرين. وفي يوم 22 حزيران يونية 2014 هاجمت داعش مدينة الرطبة انطلاقاً من وادي حوران مستخدمة خمسين سيارة مسلّحة وسيطرت على المدينة بعد اشتباكات متقطعة مع القوات الأمنية.
سقط وادي حوران بالكامل بيد داعش في حزيران/ يونيو 2014.

## القرى
- قرية المدهم